# Stabiles Normalenbündel
Das stabile Normalenbündel einer Mannigfaltigkeit ist ein wichtiges Hilfsmittel in der Differentialtopologie, einem Teilgebiet der Mathematik.

## Idee
Nach dem Satz von Whitney hat jede Mannigfaltigkeit eine Einbettung in einen euklidischen Raum, für die man dann das Normalenbündel betrachten kann. Diese Einbettung ist in niedrigen Kodimensionen nicht eindeutig, in hinreichend hohen Kodimensionen aber eindeutig bis auf Isotopie, so dass man für Einbettungen in hochdimensionale euklidische Räume ein bis auf Isomorphismus eindeutiges Normalenbündel definieren kann.

## Definition
Es sei {\displaystyle M} eine differenzierbare n-Mannigfaltigkeit mit Tangentialbündel {\displaystyle TM}. Es sei
{\displaystyle \tau _{M}\colon M\to BO(n)}
die klassifizierende Abbildung des Tangentialbündels. Hierbei bezeichnet {\displaystyle BO(n)} die Graßmann-Mannigfaltigkeit, den klassifizierenden Raum für n-dimensionale Vektorbündel.
Für eine Einbettung {\displaystyle M\to \mathbb {R} ^{n+k}} hat das Normalenbündel eine klassifizierende Abbildung
{\displaystyle \nu _{M}\colon M\to BO(k)},
so dass die Whitney-Summe
{\displaystyle \tau _{M}\oplus \nu _{M}\colon M\to BO(n+k)}
zu einer konstanten Abbildung homotop ist.
Es sei {\displaystyle BO} die unendlich-dimensionale Graßmann-Mannigfaltigkeit, der klassifizierende Raum für stabile Vektorbündel. Man kann zeigen, dass die Homotopieklasse der Zusammensetzung
{\displaystyle \nu _{M}\colon M\to BO(k)\to BO}
nicht von der gewählten Einbettung abhängt. Das durch diese klassifizierende Abbildung definierte stabile Vektorbündel heißt das stabile Normalenbündel von {\displaystyle M}.